# Tomicodon prodomus
Tomicodon prodomus is een  straalvinnige vissensoort uit de familie van schildvissen (Gobiesocidae). De wetenschappelijke naam van de soort is voor het eerst geldig gepubliceerd in 1969 door Briggs.
De soort staat op de Rode Lijst van de IUCN als Onzeker, beoordelingsjaar 2007.